# Meijin 1999
Il Meijin 1999 è stata la 24ª edizione del torneo goistico giapponese Meijin.

## Qualificazioni
Dalle eliminatorie i giocatori qualificati al torneo finale sono stati Tomoyasu Mimura, Satoru Kobayashi e Maki Sakai.

## Torneo
- W indica vittoria col bianco
- B indica vittoria col nero
- X indica la sconfitta
- +R indica che la partita si è conclusa per abbandono
- +N indica lo scarto dei punti a fine partita
- +F indica la vittoria per forfeit
- +T indica la vittoria per timeout
- +? indica una vittoria con scarto sconosciuto
- V indica una vittoria in cui non si conosce scarto e colore del giocatore

| Giocatore        | O.R.  | M.K.  | N.Y.  | K.K.  | S.R.  | M.T.  | S.K.  | T.M.  | M.S.  | Risultato | Note                                     |
| ---------------- | ----- | ----- | ----- | ----- | ----- | ----- | ----- | ----- | ----- | --------- | ---------------------------------------- |
| Ō Rissei         | –     | X     | X     | X     | B+0,5 | W+0,5 | B+0,5 | W+R   | B+R   | 5-3       |                                          |
| Masao Kato       | B+R   | –     | X     | X     | X     | B+1,5 | X     | B+2,5 | W+R   | 4-4       |                                          |
| Norimoto Yoda    | W+1,5 | B+R   | –     | X     | B+0,5 | X     | B+R   | W+0,5 | B+R   | 6-2       | Qualificato allo spareggio per la finale |
| Koichi Kobayashi | B+1,5 | W+3,5 | B+1,5 | –     | X     | B+3,5 | W+R   | B+R   | X     | 6-2       | Qualificato allo spareggio per la finale |
| Shikun Ryu       | X     | B+R   | X     | B+5,5 | –     | W+7,5 | B+R   | W+R   | B+R   | 6-2       |                                          |
| Masaki Takemiya  | X     | X     | B+0,5 | X     | X     | –     | W+3,5 | X     | W+4,5 | 3-5       |                                          |
| Satoru Kobayashi | X     | B+2,5 | X     | X     | X     | X     | –     | W+2,5 | B+R   | 2-6       | Retrocesso                               |
| Tomoyasu Mimura  | X     | X     | X     | X     | X     | W+1,5 | X     | –     | W+1,5 | 2-6       | Retrocesso                               |
| Maki Sakai       | X     | X     | X     | B+4,5 | X     | X     | X     | X     | –     | 1-7       | Retrocesso                               |

## Finale
La finale è stata una sfida al meglio delle sette partite.